# Museo dei ferri taglienti
Il Museo dei Ferri Taglienti è un museo di Scarperia (provincia di Firenze) dedicato all'attività artigianale più importante del paese fino dal Medioevo, ovvero la realizzazione di coltelli, forbici e attrezzi agricoli in genere. Il museo è stato inaugurato nel 1999 presso il Palazzo dei vicari e fa parte del circuito museale "Museo diffuso" che interessa vari comuni del Mugello e della Val di Sieve. 
Al suo interno si trova una collezione di coltelli provenienti da varie regioni italiane, che accompagnano un percorso di visita attraverso la storia della lavorazione artigianale del coltello e più in generale, dei "ferri taglienti" per la cui produzione è nota Scarperia. L'antica "bottega del coltellinaio" completa l'itinerario di visita.